# Nosní dírka

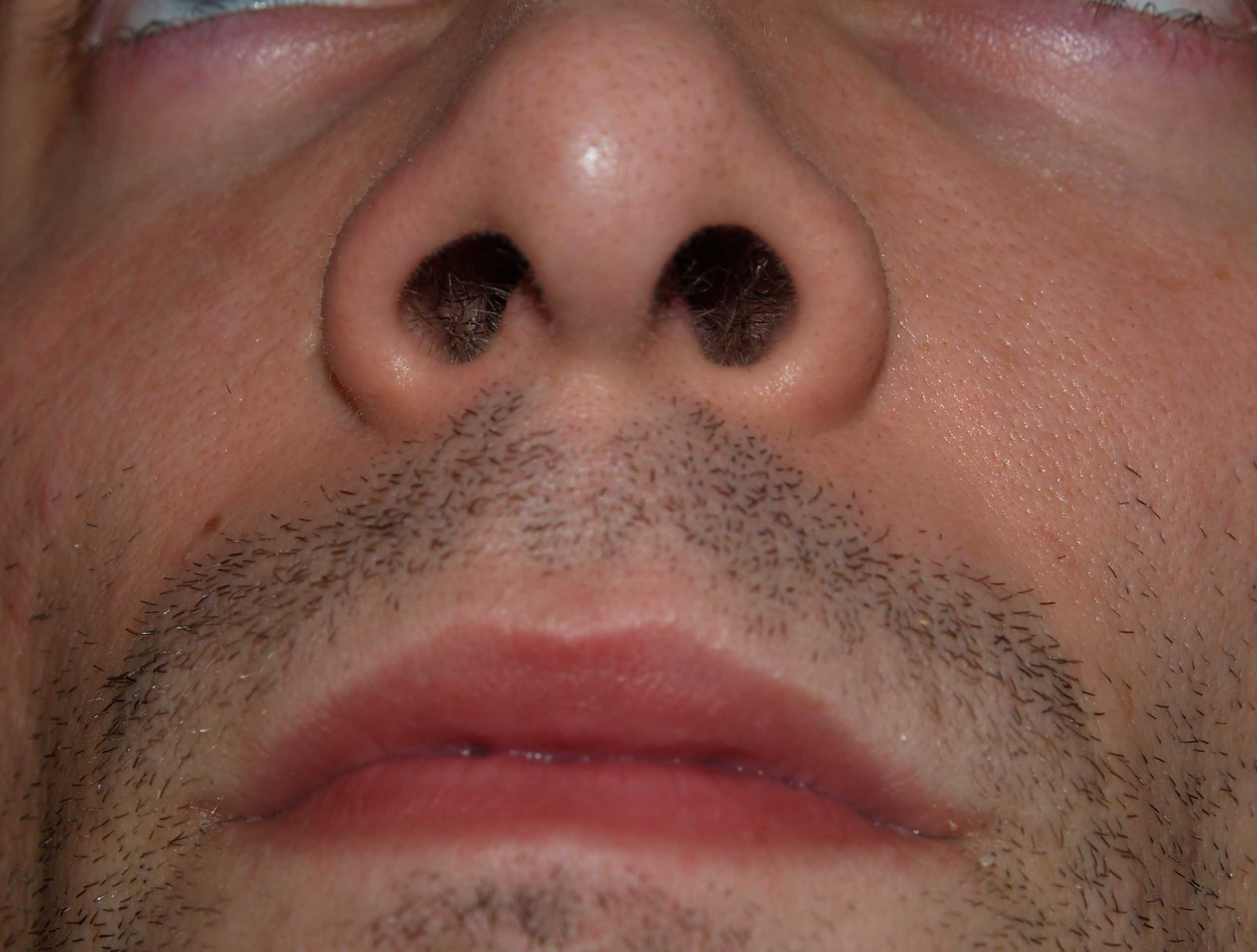
Nosní dírky u člověka

Nosní dírka (neboli nozdra, lat. Naris, pl. Nares) je vstupní otvor do nosní dutiny u savců a ptáků. Dvě nosní dírky od sebe odděluje chrupavčitá nosní přepážka. Skrze nosní dírky vstupuje a odchází vzduch z prostředí. Přes nosní dírky odchází z organismu rovněž vodní páry, při zánětech nosních dutin také zánětlivý exsudát (hlen).